# サミュエル・ダニシェフスキー
サミュエル・ジョセフ・ダニシェフスキー（Samuel Joseph Danishefsky、1936年3月10日 - ）は、アメリカ合衆国の有機化学者。コロンビア大学とメモリアル・スローン・ケタリング癌センター（ニューヨーク、Memorial Sloan-Kettering Cancer Center）との教授を兼任している。

## 生い立ち、学歴
ニュージャージー州ベイヨンで生まれた。1956年イェシーバー大学を卒業し、1962年にハーバード大学から化学の分野で Ph.D. を取得した。ハーバード大学での博士課程の時期と一部重なって、アメリカ国立衛生研究所の奨学金によりコロンビア大学のギルバート・ストーク (Gilbert Stork) のもとで博士研究員として研究を行っていた。

## 研究歴
Ph.D.取得後、ダニシェフスキーはピッツバーグ大学の教職に就き、1979年まで教鞭をとりながら最後は特別教授まで達した。1979年から1993年まではイェール大学で過ごし、Sterling professor（イェール大学で最高位の教授）まで昇った。一方で1991年まで彼はメモリアル・スローン・ケタリング癌センターの癌研究生物有機化学研究室の指導をも行っており、1993年からはその癌センターの長に就いた。さらに1993年にはコロンビア大学より任命を受け、現在は兼職中である。

## 研究

ダニシェフスキーのタキソール合成での部品分けを色で示した図

ダニシェフスキーは、多くの複雑な有機化合物の緻密な三次元的構造を合成してきた業績がよく知られる。
彼がコロンビア大学で合成法を開発した分子の中には、抗癌剤として有力なエポチロン類がある。
ダニシェフスキーの業績ではタキソールの全合成も著名である（ダニシェフスキーのタキソール全合成）。その合成は1996年に公表され、タキソール全合成としてはホルトン、ニコラウに続く三番目の報告例となった。それらの研究は全合成を通して有機化学の応用力をみる材料ともなった。

## 受賞歴
- 1981年 - アーネスト・ガンサー賞
- 1986年 - Aldrich Award for Creative Work in Synthetic Organic（アメリカ化学会）
- 1988年 - Edgar Fahs Smith Award（アメリカ化学会）
- 1994年 - Cliff Hamilton Award (ネブラスカ大学)
- 1995/1996年 - ウルフ賞化学部門[3] ギルバート・ストークと共同受賞。
- 1996年 - テトラヘドロン賞
- 1997年 - Claude S. Hudson Award in Carbohydrate Chemistry（アメリカ化学会）
- 1997年 - Allan Day Medal (ペンシルベニア大学)
- 1998年 - アーサー・C・コープ賞
- 1999年 - 名古屋メダル金メダル（MSD生命科学財団）[4]
- 1999年 - ウィリアム・H・ニコルズ賞
- 2001年 - Herbert C. Brown Medal（アメリカ化学会）
- 2001年 - F・A・コットン・メダル
- 2002年 - Award for Creativity in Organic Chemistry (ファイザー)
- 2004年 - レムセン賞
- 2006年 - ベンジャミン・フランクリンメダル[5]
- 2006年 - 米国科学アカデミー賞化学部門
- 2006年 - "Lifetime Achievement Award"（ブリストル・マイヤーズ スクイブ）
- 2007年 - トムソン・ロイター引用栄誉賞
- 2007年 - ロジャー・アダムス賞
- 2014年 - Ralph F. Hirschmann Award in Peptide Chemistry（アメリカ化学会）
- 2018年 - Sir Derek H. Barton Gold Medal（王立化学会）

その他ニューヨーク市長賞等を受けている。
いずれもダニシェフスキーの有機合成化学での業績を賞したものである。また、1987年にイェシーバー大学の名誉博士号を受けている。

## 科学アカデミー会員
- 1984年 - アメリカ芸術科学アカデミー会員
- 1985年 - アメリカ科学振興協会フェロー
- 1986年 - 米国科学アカデミー会員
- 1987年 - Connecticut Academy of Sciences会員
- アメリカ化学会会員
- Swiss Chemical Society会員